# Kulkija
Kulkija è il decimo album in studio del gruppo musicale finlandese Korpiklaani, pubblicato nel 2018.

## Tracce
1. Neito – 3:52
2. Korpikuusen kyynel – 4:07
3. Aallon alla – 4:05
4. Harmaja – 5:08
5. Kotikonnut – 4:23
6. Korppikalliota – 5:38
7. Kallon malja – 9:46
8. Sillanrakentaja – 6:44
9. Henkselipoika – 3:56
10. Pellervoinen – 3:19
11. Riemu – 5:15
12. Kuin korpi nukkuva – 3:56
13. Juomamaa – 3:49
14. Tuttu on tie – 7:22

## Beer Beer
Beer Beer è un disco collaborativo pubblicato come "bonus" nel 2019 durante il tour del gruppo. 

### Tracce
1. Kaljaa (featuring Vesku Jokinen from Klamydia) – 2:36
2. Bier Bier (featuring Andreas "Gerre" Geremia from Tankard) – 2:36
3. Bíra Bíra (featuring Fleret) – 2:36
4. Øl Øl (featuring Trollfest) – 2:36
5. Shai Shai (featuring Nytt Land) – 2:36
6. Birra Birra (featuring Emilio Souto from Skiltron) – 2:36
7. Пиво Пиво (featuring Troll Bends Fir) – 2:36
8. Pivo Pivo (featuring Meri Tadić) – 2:36
9. Μπύρα Μπύρα (featuring Jesper Anastasiadis from Turisas) – 2:36
10. Pivo Pivo (featuring Milan Krištofik from Achsar) – 2:36
11. Beer Kill Kill (featuring Steve "Zetro" Souza from Exodus) – 2:36
12. Beer Beer (featuring Christopher Bowes from Alestorm) – 2:36
13. Mellanöl (featuring Viking Danielson from Svarta Ljuset) – 2:36
14. Bier Bier (featuring Heidevolk) – 3:00

## Formazione
- Jonne Järvelä – voce, chitarra acustica, mandolino, percussioni, violafono
- Kalle "Cane" Savijärvi – chitarra, cori
- Jarkko Aaltonen – basso
- Matti "Matson" Johansson – batteria
- Sami Perttula – fisarmonica
- Tuomas Rounakari – violino